# 870 Manto
870 Manto
870 Manto là một tiểu hành tinh ở vành đai chính. Nó được Max Wolf phát hiện ngày 12.5.1917 ở Heidelberg, và được đặt theo tên Manto, một nữ tiên tri trong thần thoại Hy Lạp.